# Mercedes-Benz Classe GLB
La Mercedes-Benz Classe GLB (sigla di progetto X247) è un'autovettura di tipo crossover SUV compatto prodotto dalla casa automobilistica tedesca Mercedes-Benz a partire dal 2019 come erede del Mercedes-Benz Classe GLK.

## Caratteristiche

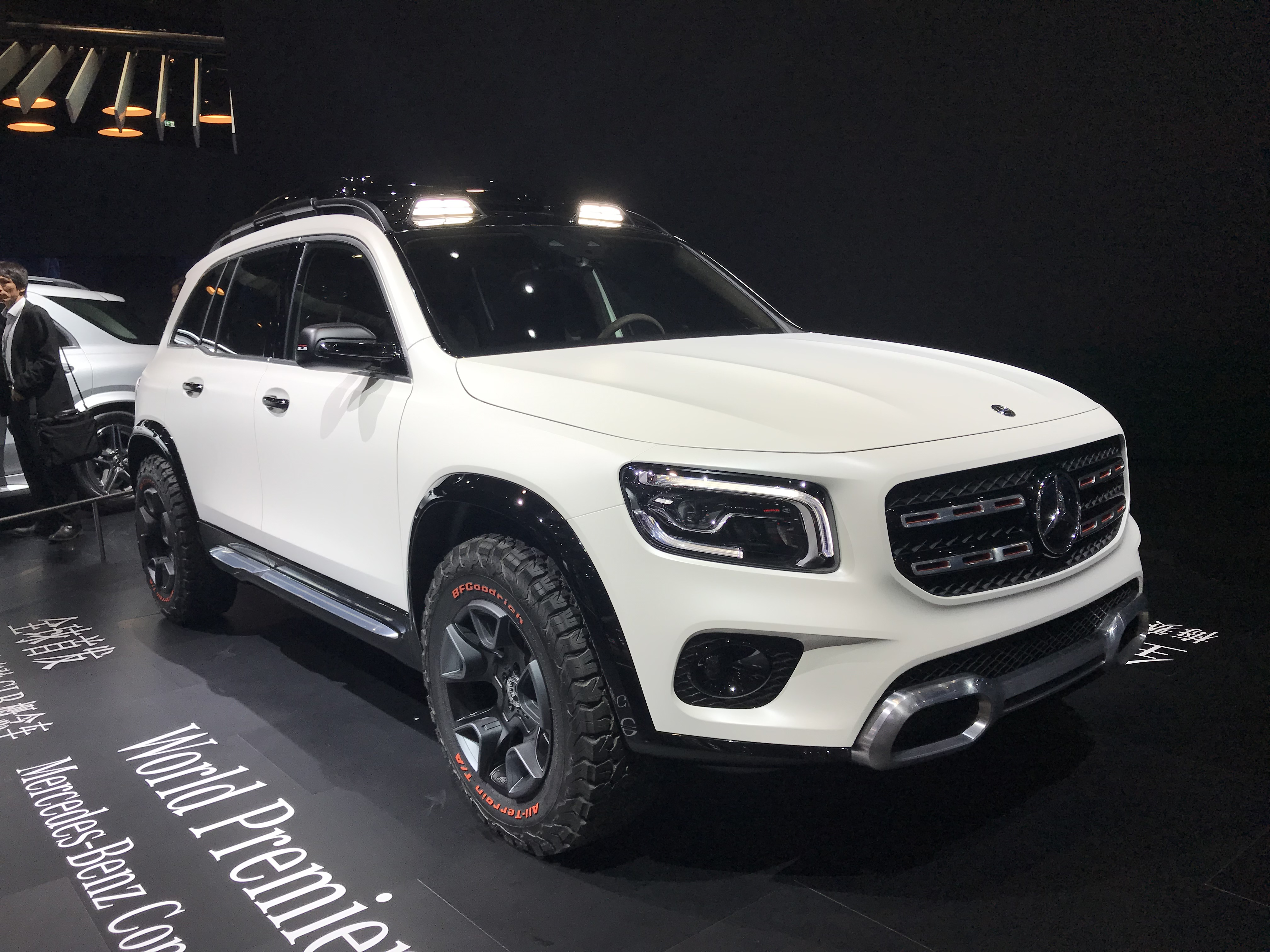
GLB Concept

Prima del modello di serie è stato anticipato da una concept car che ha debuttato al salone di Shanghai ad aprile 2019.
La versione definitiva per la produzione in serie è stata presentata il 10 giugno 2019 a Park City, nello Utah.
La vettura utilizza la stessa piattaforma MFA2 a trazione anteriore della coeva GLA, ma il passo è più lungo di 10 cm per conferirgli maggiore spazio nell'abitacolo. Basato sul telaio della contemporanea Classe A, si posiziona tra la GLA e GLC. A differenza di queste ultime, può disporre di una terza fila di sedili.
La GLB adotta uno stile quadrato e spigoloso ispirato alle più grandi GLS e GLK. È dotato di sospensioni anteriori con montante MacPherson e posteriori multi-link. All'interno sono presenti il cruscotto digitale e l'ultima versione dell'interfaccia MBUX.
Dotato di carrozzeria a cinque porte, meccanicamente ha motore anteriore-traversale e la trazione anteriore oppure a richiesta integrale.
La GLB al debutto è alimentata da una gamma di motori turbo a 4 cilindri sia benzina che diesel: un 1,3 litri e un 2,0 a benzina e un diesel di pari cilindrata. La trasmissione è affidata a un cambio automatico DCT a 7 velocità o 8 velocità.
Successivamente è stata annunciata il 28 agosto 2019 Mercedes-AMG GLB 35 4MATIC, per poi essere presentata ufficialmente al Salone di Francoforte 2019.